# Франк Гіберт
Франк Гіберт (нім. Frank Gebert; нар. 11 червня 1952) — колишній німецький тенісист.
Найвищу одиночну позицію світового рейтингу — 85 місце досяг 31 грудня 1977 року.
Найвищим досягненням на турнірах Великого шолома було 3 коло в одиночному розряді.

## Фінали Гран-прі за кар'єру

### Одиночний розряд: 1 (0–1)
| Результат | W/L | Дата     | Турнір       | Покриття | Суперник       | Рахунок       |
| --------- | --- | -------- | ------------ | -------- | -------------- | ------------- |
| Поразка   | 0–1 | Бер 1977 | Каїр, Єгипет | Ґрунт    | Франсуа Жоффре | 3–6, 5–7, 4–6 |